# Biggers, Arkansas
Biggers là một thị trấn thuộc quận Randolph, tiểu bang Arkansas, Hoa Kỳ. Năm 2010, dân số của thị trấn này là 347 người.

## Dân số
- Dân số năm 2000: 355 người.
- Dân số năm 2010: 347 người.